# Cyc-Auto
Cyc-Auto en Scott-Cyc-Auto zijn een historische Britse merken van autocycles.
De bedrijfsnaam was: Cyc-Auto Ltd., Park Royal, later Cyc-Auto Works Co., Cyc-Auto Winsmith (Finchley) Ltd. en Morsmith Ltd., London.
De Cyc-Auto van eigenaar Wallington Butt was de voorloper van de bromfiets of, zoals dat in Engeland heet, de Autocycle. Er kwamen verschillende modellen uit, waaronder ook vier zijspancombinaties.
Het eerste model verscheen in 1934, toen het bedrijf nog in Park Royal gevestigd was. Het had een eigen langsgeplaatste 98cc-tweetaktmotor zonder koppeling en versnellingen. Aan de achterkant van de motor zat een worm/wormwieloverbrenging om de ketting aan te drijven. In 1935 werden verschillende modellen met dezelfde motor aangeboden, waaronder een damesuitvoering.
In 1937 kwamen er Villiers-motoren (de modellen C en D gingen CV en DV heten).
In 1938 werd het bedrijf verkocht aan Scott Motors en er kwam dus ook een Scott-motor in. De motoren van Scott en Villiers waren overigens vrijwel gelijk aan de originele Cyc-Auto motoren. Scott bouwde de motorblokjes in haar eigen fabriek in Bradford, maar de assemblage werd nu gedaan in East Acton (Londen). Scott nam de Cyc-Auto-modellen over, maar ze werden nu als "Scott-Cyc-Auto" verkocht.
Tijdens de Tweede Wereldoorlog lag de productie stil. Na de oorlog verschenen de modellen in ongewijzigde vorm weer op de markt.
Door de plaatsing in de lengterichting was het motorblokje uitermate geschikt voor cardanaandrijving en in 1953 bouwde Scott er een licht motorfietsje mee. Dit model had een loop frame, een telescoopvork, plunjervering achter en twee versnellingen. Het werd gepresenteerd op de show in Earls Court, maar kwam nooit in productie.
Met het moedermerk Scott ging het al jaren niet goed. Het was overgenomen door de Aero Jig and Tool Company in Birmingham, die alleen nog mondjesmaat motorfietsen produceerde uit oude onderdelenvoorraden. In 1958 werd ook de productie van de Scott-Cyc-Auto beëindigd.